# Pavel Hájek
Pavel Hájek (3 agosto 2001) è un calciatore ceco, centrocampista del Ligmet Milín.

## Caratteristiche tecniche
È un centrocampista offensivo.

## Carriera
Cresciuto nel settore giovanile dello Sparta Praga, debutta in prima squadra il 27 aprile 2019 entrando in campo nei minuti di recupero dell'incontro di 1. liga vinto 3-0 contro l'Opava; il 13 luglio seguente viene ceduto al Příbram.

## Statistiche
Statistiche aggiornate al 7 febbraio 2021.

### Presenze e reti nei club
| Stagione        | Squadra         | Campionato      | Campionato | Campionato | Coppe nazionali | Coppe nazionali | Coppe nazionali | Coppe continentali | Coppe continentali | Coppe continentali | Altre coppe | Altre coppe | Altre coppe | Totale | Totale | Totale |
| Stagione        | Squadra         | Comp            | Pres       | Reti       | Comp            | Pres            | Reti            | Comp               | Pres               | Reti               | Comp        | Pres        | Reti        | Pres   | Reti   |        |
| --------------- | --------------- | --------------- | ---------- | ---------- | --------------- | --------------- | --------------- | ------------------ | ------------------ | ------------------ | ----------- | ----------- | ----------- | ------ | ------ | ------ |
| 2018-2019       | Sparta Praga    | 1L              | 1          | 0          | CRC             | 0               | 0               |                    | -                  | -                  |             | -           | -           | 1      | 0      |        |
| 2019-2020       | Příbram         | 1L              | 10         | 0          | CRC             | 0               | 0               |                    | -                  | -                  |             | -           | -           | 10     | 0      |        |
| 2020-2021       | Příbram         | 1L              | 14         | 0          | CRC             | 1               | 0               |                    | -                  | -                  |             | -           | -           | 15     | 0      |        |
| Totale carriera | Totale carriera | Totale carriera | 25         | 0          |                 | 1               | 0               |                    | -                  | -                  |             | -           | -           | 26     | 0      |        |